# وليم جي. بورنس
وليم جي. بورنس (بالإنجليزية: William J. Burns)‏ (19 أكتوبر 1861، بالتيمور في الولايات المتحدة - 14 أبريل 1932، ساراسوتا في الولايات المتحدة)؛ روائي أمريكي.

## روابط خارجية
- وليم جي. بورنس على موقع الموسوعة البريطانية (الإنجليزية)
- وليم جي. بورنس على موقع قاعدة بيانات برودواي على الإنترنت (الإنجليزية)
- وليم جي. بورنس على موقع قاعدة بيانات برودواي على الإنترنت (الإنجليزية)
- وليم جي. بورنس على موقع إن إن دي بي (الإنجليزية)